# No Karaoke!
No Karaoke! (eller No Karaoke, uden udråbstegn) er reggae/hård rock-bandet Blunts tredje album der blev udgivet den 12. december 2011.  Albummet er som de to foregående udgivelser produceret af Jacob Bredahl, men modsat disse primært optaget i det nye Dead Rat Studio.  Fire af numrene, Iron Maiden, How You Feeling, Self Medicated og Underground, har tidligere optrådt på Pass The Budd EP.
Stilmæssigt er albummet mere diverst end Blunts tidligere udgivelser. Rockelementerne er meget fremtrædene på flere sange, mens det akustiske Coffee And Cream bevæger sig i en helt anderledes singer-songwriter retning og Sailing Down The Gutter On A Bottle Of Bourbon tydeligt er inspireret af Tom Waits. Reggaebaggrunden er dog stadig tydelig på en række numre. 

## Numre
Alle tekster og musik er skrevet af Blunt.
| #   | Titel                                            | Længde |
| --- | ------------------------------------------------ | ------ |
| 1.  | "Epic"                                           | 0:57   |
| 2.  | "Everybody In The Hive"                          | 3:22   |
| 3.  | "Ruff N Tuff"                                    | 3:41   |
| 4.  | "Iron Maiden"                                    | 3:53   |
| 5.  | "Party At The Devils Place"                      | 4:13   |
| 6.  | "Track Down The Good"                            | 4:26   |
| 7.  | "No Karaoke"                                     | 2:46   |
| 8.  | "How You Feeling"                                | 3:59   |
| 9.  | "Sailing Down The Gutter On A Bottle Of Bourbon" | 2:48   |
| 10. | "Tripping Hard On A Positive Vibe"               | 4:04   |
| 11. | "Self Medicated"                                 | 4:05   |
| 12. | "Coffee And Cream"                               | 3:18   |
| 13. | "Underground"                                    | 3:32   |
| 14. | "Shades Of Grey"                                 | 3:45   |

## Musikere
- Jimmie Tagesen – Vokal
- Jakob Barndorff-Nielsen – Bas og vokal
- Jacob Lyngsdal – Guitar
- Mads Schaarup – Guitar
- Anders Enøe – Trommer
- Mikkel Govertz – Keyboard
- Feike Van der Woude – Percussion
- Lasse Enøe – Saxofon
- Martin Robert Madsen – Trommer på No Karaoke, Tripping Hard On A Positive Vibe, Iron Maiden, How You Feeling, Self Medicated og Underground
- Jesper Friis – Guitar på Iron Maiden, How You Feeling, Self Medicated og Underground